# Lydia Maria Child
Lydia Maria Child (Medford, 11 de fevereiro de 1802 – Wayland, 20 de outubro de 1880) foi uma escritora abolicionista estadunidense. ativista dos direitos das mulheres, ativista dos direitos dos indígenas americanos, romancista, jornalista e oponente do expansionismo estadunidense.
Seus diários, tanto de ficção quanto de manuais domésticos, alcançaram um amplo público de 1820 a 1850. Às vezes, ela chocava o público ao tentar abordar questões de dominação masculina e supremacia branca em algumas de suas histórias.
Apesar desses desafios, Child pode ser mais lembrada por seu poema "Over the River and Through the Wood". A casa de seus avós, que ela escreveu sobre uma visita, foi restaurada pela Tufts University em 1976 e fica perto do Mystic River na South Street, em Medford, Massachusetts.

## Escritos
- Hobomok, a tale of Early Times. 1824
- The Rebels, or Boston before the Revolution (1825). 1850 ed., Google books
- Juvenile Miscellany, um periódico infantil (editor, 1826–1834)
- The First Settlers of New England. [S.l.: s.n.] 1828
- The Indian Wife. [S.l.: s.n.] 1828
- The Frugal Housewife: Dedicated to those who are not ashamed of Economy, um livro de cozinha, economia e direções (1829; 33rd edition 1855) 1832
- The Mother's Book (1831), um dos primeiros livros de instrução americanos sobre educação infantil, republicado na Inglaterra e na Alemanha
- Coronal, uma coleção de versos
- The American Frugal Housewife: Dedicated to those who are not ashamed of Economy (1832) 1841
- The Ladies' Family Library, uma série de biografias (5 vols., 1832–1835)
- Child, Lydia Maria (1833). The Girl's Own Book. [S.l.: s.n.]
  - The Girl's Own Book; new ed. by Mrs. R. Valentine. London: William Tegg, 1863
- An Appeal in Favor of that Class of Americans Called Africans 1833
- The Oasis. [S.l.: s.n.] 1834
- Philothea. [S.l.: s.n.] 1836, um romance da Grécia ambientado nos dias de Péricles
- The biography of Madame de Stael. [S.l.: s.n.] 1836
- The Family Nurse. [S.l.: s.n.] 1837
- The Liberty Bell. [S.l.: s.n.] 1842
- Slavery's Pleasant Homes: A Faithful Sketch. [S.l.: s.n.] 1843, a short story
- Letters from New-York, escritas para o National Anti-Slavery Standard enquanto Child era a editora (2 vols., 1841–1843)[4][5][6]
- "A Boy's Thanksgiving Day" 1844 mais tarde conhecido como "Over the River and Through the Wood"
- "Hilda Silfverling, A Fantasy" 1845
- Flowers for Children (3 vols., 1844–1846)
- Fact and Fiction. [S.l.: s.n.] 1846
- Rose Marian and the Flower Fairies. [S.l.: s.n.] 1850
- The Power of Kindness. Philadelphia, Pennsylvania: [s.n.] 1851
- The Progress of Religious Ideas through Successive Ages, um trabalho ambicioso, mostrando grande diligência (3 vols., New York, 1855)
- Isaac T. Hopper: A True Life. [S.l.: s.n.] 1853
- Autumnal Leaves. [S.l.: s.n.] 1857
- A Few Scenes from a True History. 1858.
- Child, Lydia Maria (1860). Correspondence between Lydia Maria Child and Gov. Wise and Mrs. Mason of Virginia. Boston: American Anti-Slavery Society
- Looking Toward Sunset. [S.l.: s.n.] 1864
- The Freedmen's Book. [S.l.: s.n.] 1865
- A Romance of the Republic. [S.l.: s.n.] 1867
- An appeal for the Indians. [S.l.: s.n.] 1868
- Aspirations of the World. [S.l.: s.n.] 1878
- Um volume de suas cartas, com uma introdução de John G. Whittier e um apêndice de Wendell Phillips, foi publicado após sua morte (Boston, 1882)